# Kapolcs
Kapolcs là một thị trấn thuộc hạt Veszprém, Hungary. Thị trấn này có diện tích 13,97 km², dân số năm 2010 là 404 người, mật độ 29 người/km².